# Transports au Portugal
 (avril 2008).

Carte du Portugal.

Cet article présente diverses statistiques et informations sur les infrastructures de transport du Portugal.

## Chemins de fer
Total : 2793,7 km
- à voie large (1,668 m) : 2602,5 km (dont 1405,3 km électrifiés  en courant alternatif 25 kV 50 Hz et 25,4 km en courant continu 1,5 kV ; 538,8 km à double voie et 30,4 à multiple voi)
- à voie métrique :  188,2 km (2006)
- Un projet de lignes à grande vitesse ferroviaire est en cours

Compagnie nationale de chemin de fer : CP (Comboios de Portugal). Le réseau ferré est géré par Refer (Rede ferroviaria nacional). L'IMTT - Instituto da Mobilidade e dos Transportes Terrestres est un organisme public chargé de la régulation, du contrôle et du développement du système de transports terrestres portugais.
La société privée Fertagus, filiale du groupe Barraqueiro a obtenu la concession pour la construction et l'exploitation du métro sud du Tage (MTS - Metro Transportes do Sul) (qui inclut la traversée du Tage sur le pont du 25-avril en exploitation depuis 1999).
Villes dotées d'un réseau de métro : Lisbonne. Porto a un métro léger, en partie souterrain.
Villes dotées d'un réseau de tramway : Lisbonne, Porto, Coimbra, Braga, Almada

## Routes
Total : 72 600 km
- revêtues : 62 436 km (dont 1700 km d'autoroutes)
- non revêtues : 10 164 km (2002)

À noter : à Lisbonne, le pont « Vasco-de-Gama » qui franchit l'embouchure du Tage est le plus grand pont suspendu d'Europe (inauguré en 1998). Longueur totale : 17,185 km, portée de l'arche principale 420 m. Le pont du 25 avril, autre pont suspendu, construit en 1966 a une travée principale de 1013 m et support un tablier routier et ferroviaire.

## Transports publics
Dans les villes les plus importantes, les services de transport urbain sont assurés par des sociétés publiques ou municipales, par exemple : Lisbonne : CARRIS - Companhia dos Carrís de Ferro de Lisboa (bus et tramway), société publique ; Porto : STCP - Sociedade dos Traportes Colectivos do Porto (bus et tramway), société publique ; Coimbra : SMTUC - Serviços Municipalizados dos Transportes Urbanos de Coimbra (bus et trolleybus), société municipale ; Braga : TUB - Transportes Urbanos de Braga, société municipale, etc.
Le service Inter-Urbain et Régional est assuré par des sociétés privées de couverture régional, quelques sociétés ont hérité directement les services des anciens centres d'exploration de voyageurs de la Rodoviária Nacional (1975-1995, entreprise publique crée depuis le 25 d'avril, après la nationalisation des plus grandes sociétés de transports publics routiers) la plupart de ces sociétés sont actionnaires de la société Rede Nacional de Expressos qui relie les villes portugaises par des services d'autocars express.

## Voies navigables
réseau de 820 km accessible à des bateaux de faible tonnage (faible tirant d'eau et charge maximale 300 tonnes), plutôt marginal pour l'économie du pays.
.

## Ports
- Aveiro
- Funchal (Madère)
- Horta (Açores)
- Leixoes
- Lisbonne
- Porto
- Ponta Delgada (Açores)
- Praia da Vitória (Açores)
- Setúbal
- Viana do Castelo

## Marine marchande
Total : 151 navires (de 1000 tonneaux ou plus de jauge brute) totalisant 1 061 202 tonneaux (1 601 267 tonnes de port en lourd).
- Navires par catégories : vraquiers 13, cargos 80, chimiquiers 14, porte-conteneurs 8, gaz liquéfiés 8, cargos polyvalents 1, pétroliers 10, cargos réfrigérés 1, navires rouliers 6, passagers à courte distance 5, transport de véhicules  5 (1999)

NB : Le Portugal a créé un registre captif à Madère pour les navires de propriété portugaise ; les navires inscrits au registre de Madère (MAR) bénéficient des mêmes avantages, pour les taxes et le recrutement des équipages, que ceux d'un pavillon de complaisance.

## Aéroports
Les principaux aéroports du pays sont ceux de Lisbonne, Porto, Faro, Funchal (sur l'île de Madère), et Ponta Delgada aux Acores.
La compagnie aérienne nationale est TAP Portugal (Transportes Aéreos Portugueses).